# Climat de l'Ariège
Le climat de l'Ariège est défini par l'emplacement du département qui est à la limite orientale de la prépondérance océanique dans le régime des pluies, mais par d'autres influences qui se font sentir :
- méditerranéenne, notamment visible par la végétation des collines du piémont, de la vallée de l'Ariège vers Tarascon et du pays de Sault ;
- continentale dans les vallées pyrénéennes (nombreux orages, amplitude thermique élevée entre le jour et la nuit).

## Description
Il n'y a pas de tendance marquée à la sécheresse estivale : le flux de nord-ouest apporte des pluies tout au long de l'année. La pluviométrie, modérée sur le piémont et dans certaines vallées abritées (cumuls de 700 à 1 000 mm/an), s'accroît sensiblement sur les massifs et dans les hautes vallées (1 000 à 1 800 mm). Les versants exposés au nord-ouest sont logiquement les plus humides (Aulus-les-Bains, Orlu…), ainsi que toutes les crêtes frontalières qui subissent aussi le flux de sud-ouest alors que celui-ci est peu actif ailleurs (effet de foehn). L'enneigement est fréquent au-dessus de 1 000 m, durable plusieurs mois de suite au-dessus de 1 500 à 2 000 m. Des espaces péri-glaciaires existent au-dessus de 2 500 m (le seul glacier ariégeois, le glacier d'Arcouzan, se trouve au mont Valier entre Castillon-en-Couserans et Seix).
Les températures sont douces sur le piémont : à Foix, il fait en moyenne +5 °C en janvier et +19 °C en juillet. Elles déclinent rapidement avec l'altitude : à L'Hospitalet-près-l'Andorre (1 430 m), on relève 0 °C en janvier et +14 °C en juillet.

## Climats locaux

### Climat à Foix
Foix est située dans une zone de climat montagnard. Les étés sont chauds, les automnes pluvieux, les hivers froids et neigeux, et les printemps doux et orageux.
En ce qui concerne les vents, Foix est en dehors du domaine du vent d'autan, la limite sud de ce vent étant située entre Pamiers et Varilhes : lors des épisodes modérés, un temps calme parfois légèrement foehné est observé, tandis que lors des épisodes extrêmes, c'est un vent d'est modéré plutôt sec avec un temps ensoleillé qui prévaut. La vallée de la Barguillère, large et surélevée, bien que située dans l'axe des vents d'ouest, amène une certaine protection contre ces vents. Globalement, la cuvette où est située la ville se trouve donc largement abritée des vents forts.
La culture de la vigne était possible historiquement à Foix sur certains versants bien exposés (quartier du Vignoble, terrasses sur les flancs du Pech de Foix, et base de la montagne du Saint-Sauveur). La plaine de Montgaillard, bien protégée au pied du Pech de Foix, permettait aussi la vigne. Le mûrier à soie a été acclimaté brièvement à Foix au pied de la montagne du Saint-Sauveur, exposé au sud et bénéficiant de la réverbération de la roche.

### Climat à Pamiers
Pamiers a une position géographique qui engendre un mélange entre climat océanique et climat montagnard. Les hivers sont plutôt doux, ou frais et pluvieux (neige vers janvier). Les étés quant à eux sont aussi doux et très souvent secs. Par contre, en automne et au printemps, les orages peuvent se montrer nombreux, souvent accompagnés de grêle. Les vents soufflant sur la ville sont aussi bien des vents d'ouest, doux et humides, emmenant des nuages et de la pluie que le vent d'autan, sec et chaud, apportant des périodes de beau temps.

### Climat à Saint-Girons
| Mois                              | jan.  | fév.  | mars  | avril | mai   | juin | jui. | août | sep. | oct. | nov.  | déc.  | année |
| --------------------------------- | ----- | ----- | ----- | ----- | ----- | ---- | ---- | ---- | ---- | ---- | ----- | ----- | ----- |
| Température minimale moyenne (°C) | 0,4   | 1,1   | 3,1   | 5,1   | 8,6   | 11,9 | 14   | 13,9 | 11,2 | 7,7  | 3,2   | 1     | 6,8   |
| Température moyenne (°C)          | 5,2   | 6,2   | 8,4   | 10,3  | 13,9  | 17,2 | 19,5 | 19,4 | 17   | 13,1 | 8,2   | 5,7   | 12    |
| Température maximale moyenne (°C) | 10    | 11,1  | 13,6  | 15,3  | 19,1  | 22,3 | 25   | 24,9 | 22,7 | 18,5 | 13,2  | 10,4  | 17,2  |
| Record de froid (°C)              | −18,7 | −16,5 | −12,6 | −4,2  | −1,2  | 2,2  | 5,2  | 4,7  | 1,3  | −2,7 | −10,2 | −12,3 | −18,7 |
| Record de chaleur (°C)            | 22,4  | 31,2  | 29    | 29    | 32,1  | 35,4 | 38,2 | 38,6 | 36,5 | 30,3 | 26,4  | 27    | 38,6  |
| Précipitations (mm)               | 83,8  | 66    | 86    | 101,2 | 106,2 | 88,6 | 58,9 | 74   | 75,9 | 81,8 | 82,7  | 87,3  | 991,7 |

- On notera les exceptionnels 31,2 °C le 29 février 1960 dus à un important effet de foehn ; un record absolu en France métropolitaine en hiver[2].

## Données en haute montagne
Parmi les 28 balises Nivôse de Météo-France, deux se trouvent en Ariège, sur la commune de L'Hospitalet-près-l'Andorre en Haute vallée de l'Ariège à 2293 m d'altitude et au port d'Aula à 2140 m en Couserans.
Sous forme de stations météorologiques automatiques autonomes en énergie, ces stations ont été créées afin de permettre aux météorologues et plus largement au public d'accéder librement aux données par internet en temps réel (transmission par satellite) concernant des lieux montagneux difficiles d'accès. Elles comprennent un thermomètre, un nivomètre, un anémomètre et un hygromètre.

## Climat auXIXesiècle
Le guide Bleu d'Adolphe Joanne sur le département ariégeois publié à la fin du XIXe siècle décrit le climat du pays comme suit :

« Le climat de l’Ariège appartient, en général, au climat girondin ou de la région du sud-ouest. Il est chaud dans le nord du département et dans les vallées abritées, froid dans les hautes vallées, très-froid sur les hautes montagnes. La neige se montre sur les sommets dès le mois de septembre, et les recouvre jusqu'au mois d'avril et de mai en novembre, elle commence à envahir la plaine, et y reste souvent pendant tout l'hiver. Le printemps est pluvieux et présente de nombreuses variations de température souvent, dans la même journée, il pleut, il neige, et un soleil très-chaud triomphe des vapeurs et des nuages. Du 15 juillet au 15 août, les chaleurs sont quelquefois très-fortes le thermomètre monte alors jusqu'à 55 et 56° centigrades; les orages sont fréquents, accompagnés souvent de grêle, et désolent l'arrondissement de Pamiers et une partie de celui de Saint-Girons. La moyenne annuelle des jours de pluie est de 128 jours; la hauteur annuelle des pluies est de 120 centimètres vers les sources de l’Ariège, de 95 à Foix, de 60 à Pamiers. En hiver, le thermomètre descend rarement au-dessous de 12° ; la température moyenne de est de +3° celle de l'été varie de + 25° à + 28°. Le vent nord-ouest est le plus fréquent les autres vents dominants sont ceux d'est et de sud-est les vents du nord et du sud y sont rares. »

Ce texte montre la constance des déterminants du climat ariégeois, toujours frontaliers des climats océanique et méditerranéen. On observe aussi que les fortes chaleurs d'été ont toujours été présentes. Les épisodes de grêle, parfois interprétés comme une intensification des phénomènes météos extrêmes et ponctuels, sont aussi décrits comme habituels en été. Le changement frappe cependant en hiver. L'auteur parle de première neige dès la fin septembre et couvrant les plaines jusqu'en avril.